# Opera (przeglądarka)
Opera – darmowa przeglądarka internetowa, oparta na silniku Chromium, tworzona i rozwijana przez należącą do chińskiego konsorcjum norweską firmę Opera Software ASA.
Opera jest programem darmowym, opartym na licencji freeware. Jest aplikacją własnościową o zamkniętym kodzie źródłowym.
Do wersji 4.x włącznie, Opera rozprowadzana była na zasadach shareware, następnie od wersji 5.x do 8.50 na licencji adware (z możliwością wyłączenia reklam po zakupie klucza licencyjnego). Od 20 września 2005 jest programem w pełni darmowym na licencji freeware.
1 lipca 2013 ukazała się nowa Opera 15 oparta na silniku Chromium, porzucając tym samym prace nad swoim autorskim silnikiem renderującym. Pojawił się również osobny klient poczty elektronicznej Opera Mail.
Przeglądarkę w 2016 r. zakupiło chińskie konsorcjum zrzeszające Qihoo 360 oraz Kunlun Tech.

## Rozwój

### Historia zmian
Opera powstała w 1994 w wyniku prac nad projektem badawczym sponsorowanym przez norweskiego narodowego operatora telefonicznego Telenor. Sukces techniczny projektu sprawił, że jej twórcy uniezależnili się od sponsora i założyli firmę Opera Software ASA produkującą kolejne wersje przeglądarki.
Do czasu wydania wersji 2.0, Opera znana była pod nazwą MultiTorg Opera i była przeglądarką niedostępną publicznie. Cechowała ją unikatowa jak na tamte czasy funkcja przeglądania wielu stron w jednym oknie przeglądarki – wielodokumentowy interfejs. W 1996 roku wydano na zasadach licencji shareware wersję 2.1.
Kolejnym, ważnym w historii rozwoju przeglądarki była wersja numer 4, wydana 28 czerwca 2000. Jądro przeglądarki zostało przepisane tak, by mogło pracować pod różnymi środowiskami, zaimplementowano także wbudowanego klienta poczty e-mail.
W grudniu 2000 opublikowana została wersja oznaczona numerem 5. Najbardziej widoczną zmianą była zmiana zasady dystrybucji – zamiast ograniczeń czasowych w użytkowaniu bez wykupienia licencji wprowadzono banery reklamowe.
29 listopada 2001 roku ukazała się wersja szósta, wspierająca kodowanie Unicode, umożliwiająca obok dotychczasowego trybu MDI przeglądanie w kartach.
W styczniu 2003 wydano kolejną, siódmą wersję przeglądarki. Z najistotniejszych zmian należy wymienić nowy silnik o nazwie Presto, ulepszoną obsługę kaskadowych arkuszy stylów, obsługa modelu DOM i skryptów po stronie użytkownika. W sierpniu 2004 rozpoczął się okres testowania Opery w wersji 7.6. Ta cechowała się ulepszoną obsługą standardów, wprowadzono również obsługę programu za pomocą głosu i obsługę VoiceXML-a. Zaimplementowano również unikalną technologię dopasowania treści do szerokości, która pozwala na swobodne przeglądanie stron na każdej rozdzielczości ekranu bez konieczności przewijania w poziomie. Wersja 7.6 została później przemianowana na 8.0.
19 kwietnia 2005 wydano wersję 8.0 przeglądarki. Dostosowano ją do potrzeb szerszej grupy użytkowników, poprzez uproszczenie menu i jego reorganizację, mającą na celu uczynienie bardziej intuicyjnym konfiguracji przeglądarki.
Powszechnie wskazywaną wadą Opery były banery reklamowe, które być może stały się przeszkodą w zdobyciu większej części rynku. Sytuacja ta zaczęła się jednak zmieniać – najpierw w wersji 7.5 wprowadzono wybór pomiędzy banerami a niewielkimi reklamami tekstowymi, związanymi z zawartością przeglądanej strony.
Prawdziwym zaskoczeniem okazało się jednak wydanie Opery 8.5 (20 sierpnia 2005), kiedy to zmieniono licencję z adware na freeware. Odtąd Opera jest dystrybuowana jako w pełni darmowy program, nie posiadający ograniczeń natury funkcjonalnej ani czasowej.
Kolejnym, bardziej kontrowersyjnym, przełomem stało się porzucenie dotychczasowego silnika Presto i po Operze 12 wydanie – zbudowanej od nowa – wersji 15. Opera 15 miała bazować na silniku WebKit i na projekcie Chromium (będącym bazą dla Google Chrome). Zmiana z Presto na WebKit mogłaby być kontrowersyjna (ze względu na zmniejszenie różnorodności rynku), ale Google ogłosił, że już od Chromium 28 pojawił się nowy silnik (wywiedziony z WebKit) – Blink. Bardziej kontrowersyjnym krokiem okazało się udostępnienie wersji 15 jako aktualizacji, która nie posiadała jeszcze wielu funkcji, nawet tak rozpowszechnionych w innych przeglądarkach jak zakładki. Użytkownicy mogli jednak w dalszym ciągu pobrać starszą Operę lub wyłączyć aktualizacje. Inne funkcje dostępne tylko w starszej wersji Opery, to m.in.: dodawanie własnych i zmiana wbudowanych skrótów klawiszowych do funkcji programu, szybkie tworzenie wyszukiwarek dla różnych witryn, pasek boczny z różnymi wbudowanymi funkcjami (notatki, otwieranie dowolnych stron w pasku, pobierane pliki...), kopiowanie przycisków do wszystkich pasków narzędziowych, stosunkowo proste dodawanie własnych przycisków i ich rozpowszechnianie. Przynajmniej jedna z dużych funkcji – obsługa zakładek – pojawiła się ponownie w nowych wersjach Opery. Wydana została także edycja dla systemów Linux/Unix. Brak jest jednak oficjalnych wypowiedzi na temat przywrócenia innych możliwości znanych z Opery 12.

## Kompatybilność wydań
| Legenda:       | Legenda:        |
| -------------- | --------------- |
| starsza wersja | aktualna wersja |

| System operacyjny  | System operacyjny           | Numer wersji                                                             |
| ------------------ | --------------------------- | ------------------------------------------------------------------------ |
| Windows            | Windows 10 do Windows 11    | 102                                                                      |
| Windows            | Windows 7 do Windows 8.1    | 85                                                                       |
| Windows            | Windows XP i Windows Vista  | 36                                                                       |
| Windows            | Windows 2000                | 12.02. [dostęp 2014-06-19]. [zarchiwizowane z tego adresu (2018-01-05)]. |
| Windows            | Windows 9x i Windows NT 4.0 | 10.63                                                                    |
| Windows            | Windows 3.1x                | 3.62                                                                     |
| macOS              | 10.13 – 13.5.1              | 102                                                                      |
| macOS              | 10.11 – 12.4                | 89                                                                       |
| macOS              | 10.10                       | 63.0                                                                     |
| macOS              | 10.9                        | 49.0                                                                     |
| macOS              | 10.7 - 10.8                 | 37.0                                                                     |
| macOS              | 10.6                        | 25.0                                                                     |
| macOS              | 10.5                        | 12.16                                                                    |
| macOS              | 10.4                        | 11.10                                                                    |
| macOS              | 10.4 – 10.5 (PowerPC)       | 10.63                                                                    |
| macOS              | 10.3                        | 10.10                                                                    |
| macOS              | 10.2                        | 8.54                                                                     |
| macOS              | 10.0 – 10.1                 | 7.54u2                                                                   |
| Mac OS             | v9                          | 7.54u2                                                                   |
| Mac OS             | v8                          | 6.03                                                                     |
| Linux 64-bitowy    | Linux 64-bitowy             | 102                                                                      |
| Linux 32-bitowy    | Linux 32-bitowy             | 45.0                                                                     |
| FreeBSD            | FreeBSD                     | 12.6                                                                     |
| Solaris            | Solaris                     | 10.11                                                                    |
| OS/2 i eComStation | OS/2 i eComStation          | 5.12                                                                     |
| QNX                | QNX                         | 5.2.1                                                                    |
| BeOS               | BeOS                        | 3.62                                                                     |

## Testowe wersje Opery

### Tygodniówki (weekly builds)
W ramach zespołu Opera Desktop Team publikowane były testowe wersje programu zwane potocznie tygodniówkami (ang. weekly builds, pol. kompilacja tygodniowa). Tygodniówki zwyczajowo były publikowane w piątki. W roku 2008 przestały być tygodniówkami w znaczeniu kalendarzowym i przeszły na nieregularny cykl wydań. Tygodniówki Opery są przeznaczone dla zaawansowanych i oddanych użytkowników, którzy nie obawiają się niestabilności programu, systemu czy utraty danych.
Pierwsza tygodniówka została udostępniona 13 lutego 2006 dla systemów Windows (build 8219) oraz Mac (build 3224).
17 lutego 2006 wydana została pierwsza tygodniówka dla systemów UNIX (build 1656).
Począwszy od wersji 11.50 wersje testowe Opery są wydawane pod nazwą Opera Next, co ma zwracać uwagę na fakt, że są one wersjami rozwojowymi i mogą zawierać dotąd niezdiagnozowane błędy. Wydania takie różnią się od głównej wersji przeglądarki nazwą oraz ikonką (srebrna). Szczegóły dotyczące cyklów wydawniczych są dostępne na witrynie producenta.

### Wersje eksperymentalne (experimental builds)
W ramach Opera Labs oraz przy wsparciu Dev.Opera publikowane były tzw. wersje eksperymentalne (experimental builds). Służyły do prezentowania i testowania najnowszych technologii przed ich implementacją w głównej gałęzi programu. Pojawiały się bardzo nieregularnie, w dodatku nie posiadały też najnowszych rozwiązań wprowadzonych do głównej gałęzi rozwoju.

## Cechy i komponenty

### Przeglądanie w kartach
Opera obsługuje przeglądanie stron w kartach. Oznacza to, że strony mogą być otwierane w jednym oknie przeglądarki jako odrębne karty (ang. tabs, tłumaczone czasem niepoprawnie na język polski jako zakładki).
Dodatkową funkcją jest pokazywanie miniatury strony załadowanej w danej karcie, gdy kursor myszy znajduje się na nagłówku karty.
Aby odzyskać zamkniętą kartę, kliknij ikonę „Zamknięte karty” dostępną po prawej stronie paska kart i wybierz kartę. Nie można odzyskać zamkniętych kart prywatnych.

### Gesty myszy
Opera posiada wbudowaną obsługę gestów myszy. Gesty myszy umożliwiają wykonanie takich czynności jak otworzenie nowej karty, cofnięcie do poprzedniej strony czy przejście do następnej za pomocą określonego ruchu myszą.

### Menedżer pobierania plików
Wbudowany menedżer pobierania plików pozwala na podstawowe operacje, takie jak zatrzymanie i wznowienie pobierania, ponowne pobieranie, podstawowe opcje zarządzania ściągniętymi plikami (np. uruchomienie czy też otwarcie folderu z plikiem). Pobierane pliki są pamiętane w historii pobierania.

### Blokowanie wyskakujących okienek
W zależności od ustawionego trybu pracy Opera może blokować wyskakujące okienka, najczęściej zawierające reklamy. Domyślnie blokowane są wszystkie niechciane wyskakujące okna, lecz w opcjach można ustawić blokowanie wszystkich wyskakujących okienek lub jedynie tych, które nie zostały otwarte w wyniku akcji podjętej przez użytkownika (np. kliknięcie na link). Tę blokadę można również wyłączyć.
W razie potrzeby zablokowane wyskakujące okna mogą być otwarte przez użytkownika. W celu otwarcia zablokowanego okna należy wybrać odpowiednią opcję dostępną w rozwijalnym menu ikony (przycisku) kosza.

### Klient poczty Opera Mail
Opera posiadała wbudowanego klienta poczty e-mail i grup dyskusyjnych, znanego pod nazwą Opera Mail (do wersji 7.50 nosił nazwę M2).
Od rozpoczęcia wydawania Opery bazującej na silniku Blink, komponent pocztowy został usunięty z Opery (wcześniej nie był udostępniany poza przeglądarką). Następnie Opera Mail była wydawana jako osobny program, dostępny dla systemów Mac OS oraz Windows, obecnie zaś prace nad nią zostały zatrzymane.

### Rozszerzenia
Od wersji 11 Opera obsługuje rozszerzenia. Można dzięki nim m.in. używać kalkulatora, kalendarza, przyciemniać elementy strony oprócz Flasha (działa głównie na serwisach z przesyłanymi filmami użytkowników, takich jak YouTube czy Dailymotion).
W wersji 11.50 pojawiły się rozszerzenia strony szybkiego wybierania, dzięki którym możemy być informowani wizualnie o pogodzie, kursie walut czy wiadomościach ze świata.
Wersja 12.10 wprowadziła możliwość dodania przez rozszerzenie pozycji do menu kontekstowego oraz interakcję rozszerzeń z CSS i JavaScript.

### Szybkie wybieranie
Począwszy od wersji 9.20 otwartej nowej karty przeglądarki powoduje wyświetlenie karty „szybkiego wybierania”. Pozwala na szybkie dodawanie ulubionych stron w polach (9 pól 3x3) gdzie pojawiają się miniatury stron. W wersji 10 dodano możliwość konfiguracji. Od tej wersji można było ustawić dowolnie od 4 (2x2) do 25 (5x5) pól oraz ustawić obraz jako tło.
Od wersji 11.10 zmodyfikowano ekran szybkiego wybierania, umożliwiając dodanie nieograniczonej ilości zakładek, zwiększenia liczby kolumn oraz umożliwienie powiększenia/pomniejszenia zakładek.
W wersji 11.50 można tworzyć rozszerzenia funkcji „szybkiego wybierania” (ang. Speed Dial Extensions); w tej wersji wprowadzono również drobne poprawki do tej funkcji – pojawiła się możliwość zmniejszenia zakładek do 30%, podczas gdy w wersji 11.10 można było je zmniejszyć najwyżej do 50% standardowego pola.

## Pozycja Opery na rynku przeglądarek

### Rynek przeglądarek internetowych w ujęciu globalnym

Udział przeglądarek internetowych w latach 2009-2016

Użycie Opery w skali globalnej jest szacowane w przedziale od 1,03% (Stat Counter) do 1,58% (Net Applications) według danych z czerwca 2013. W Europie przedział waha się między 2,12% (StatCounter) a 1,58% (Market Share) dla danych z czerwca 2013. Najwięcej użytkowników korzysta z niej w krajach byłego Związku Radzieckiego, w zależności od państwa i rankingu od 20% do ponad 50%. Opera posiada bardzo słabe wyniki w USA, ok. 0,57% (Stat Counter).
Od czasu pierwszego publicznego wydania w 1996, Opera zdawała się ustępować pod względem liczby użytkowników konkurentom, takim jak Internet Explorer czy Firefox. Większe sukcesy odnosi na rynku przeglądarek mobilnych, dostępnych na telefonach komórkowych i tabletach.

### Rynek przeglądarek internetowych na świecie
Użycie przeglądarek na świecie ze StatCounter (stan na grudzień 2022):
1. Google Chrome – 65,35%
2. Safari – 10,84%
3. Microsoft Edge – 9,75%
4. Firefox – 7,47%
5. Opera – 2,87%
6. Inne – 3,73%

### Rynek przeglądarek internetowych w Polsce
Użycie przeglądarek w Polsce z Ranking.pl (stan na okres 26 października – 1 listopada 2015):
1. Chrome – 30,64%
2. Firefox – 26,59%
3. Internet Explorer – 9,99%
4. Chrome Mobile – 8,95%
5. Opera – 5,61%
6. Safari – 1,54%
7. Opera Mini – 0,27%
8. Opera Mobile – 0,14%

Użycie różnych wersji Opery z Ranking.pl (stan na okres 26 października – 1 listopada 2015):
1. Opera 32.0 – 69,27%
2. Opera 12.1 – 8,47%
3. Opera 33.0 – 7,38%
4. Opera 31.0 – 5,05%
5. Opera 12.5 – 2,02%
6. Opera 30.0 – 1,66%
7. Opera 28.0 – 0,79%
8. Opera 29.0 – 0,74%
9. Opera 11.6 – 0,65%
10. Opera 11.0 – 0,48%

## Dostępne platformy sprzętowe i systemowe
Opera jest aplikacją wieloplatformową, dostępną na różne platformy sprzętowe i systemy operacyjne. Wieloplatformowość aplikacji uzyskano poprzez napisanie jej kodu w C++. Opera Mini oparta jest na Javie, chociaż istnieją również wersje napisane w C.

### Opera dla komputerów osobistych
Dla komputerów osobistych dostępne są wersje Opery dla BeOS, FreeBSD (i386 i AMD64), MS Windows, IBM OS/2, Linux (x86-64, PowerPC, i386), Macintosh (Mac OS 9 i macOS), Sun Solaris (Sparc/Intel), QNX. Faktycznie rozwijanymi są jednak jedynie wersje na MS Windows i macOS.
| Platforma  | Platforma | Ostatnia stabilna wersja          |
| ---------- | --- | --------------------------------- |
| MS Windows | Windows 2000 i nowsze Windows 95 i nowsze Windows 3.x                                                                  | 15.0 10.63 3.62                   |
| macOS      | OS X od 10.5 Leopard OS X do 10.4 Tiger OS X do 10.3 Panther OS X do 10.2 Jaguar OS X do 10.1 Puma i Mac OS 9 Mac OS 8 | 15.0 11.11 10.10 8.54 7.54u2 6.03 |
| Unix       | Linux FreeBSD Solaris                                                                                                  | 12.16 11.52 10.11                 |
| QNX        | QNX 6.2 | 5.2.1                             |
| OS/2       | OS/2 | 5.12                              |
| BeOS       | BeOS | 3.62                              |

Dodatkowo publikowane są też wersje weekly i experimental wdrażające ostatnie ulepszenia lub oprogramowanie w wersjach wstępnych przeznaczone dla zaawansowanych użytkowników (zobacz więcej w oddzielnych sekcjach: Tygodniówki (weekly builds) oraz Eksperymenty (experimental builds)).

### Opera dla urządzeń mobilnych
W odrębnych wersjach, Opera jest dostępna również dla urządzeń przenośnych. Na każdym z systemów Opera zapewnia ten sam silnik renderujący kod HTML, w przypadku urządzeń małoekranowych (palmtop, GSM) wzbogacony o mechanizm zwany small screen rendering, który pozwala oglądać szerokokątne i wzbogacone w grafiki strony internetowe na wyświetlaczach uboższych i mniejszych niż ekrany komputerowe.
Opera dla telefonów komórkowych
W wersji dla telefonów komórkowych Opera dostępna jest w dwóch bezpłatnych wersjach: Opera Mobile dla urządzeń z systemem Symbian, Windows Mobile lub Android, oraz Opera Mini dla urządzeń z systemem Android, Apple iOS oraz dla każdego telefonu komórkowego z zainstalowanym klientem Java opartym na CLDC.
| Platforma                  | Platforma                                                    | Ostatnia stabilna wersja |
| -------------------------- | ------------------------------------------------------------ | ------------------------ |
| Telefony GSM, Tablet i PDA | Opera Mobile                                                 | Opera Mobile             |
| Telefony GSM, Tablet i PDA | Windows Mobile w wer. 5, 6 i 2003 dla Smartphone i Pocket PC | 10.0                     |
| Telefony GSM, Tablet i PDA | Windows Phone 7                                              | 12.0                     |
| Telefony GSM, Tablet i PDA | Symbian S60 Symbian UIQ (preinstalowana)                     | 11.1 6.31                |
| Telefony GSM, Tablet i PDA | Linux w oparciu o Qt Extended i inne                         | 7.52                     |
| Telefony GSM, Tablet i PDA | Android od 1.6                                               | 12.0                     |
| Telefony GSM, Tablet i PDA | Opera Mini w oparciu o CLDC                                  |                          |
| Telefony GSM, Tablet i PDA | Java ME – Dotykowe telefony Java ME – Zwykłe telefony        | 8 4                      |

Opera dla innych urządzeń przenośnych
Poza mobilnymi telefonami komórkowymi Opera dostępna jest dla innych urządzeń posiadających dostęp do Internetu. Oprócz SDK w wersji klasycznej, Opera dostępna jest również jako odpłatne: Nintendo DS Browser przeznaczona dla konsoli Nintendo DS Lite (z rozszerzeniem pamięci w formie Kartridża) oraz jako Internet Channel – przeglądarka dla konsoli Nintendo Wii.
| Platforma                           | Platforma                                | Ostatnia stabilna wersja |
| ----------------------------------- | ---------------------------------------- | ------------------------ |
| Konsole gier wideo                  | jako Nintendo DS Browser dla Nintendo DS | 8.50                     |
| Konsole gier wideo                  | jako Internet Channel dla Nintendo Wii   | 9.10                     |
| Przenośne odtwarzacze multimedialne | Archos 604 WiFi, 704 WiFi, 605 WiFi      |                          |
| Przenośne odtwarzacze multimedialne | Archos PMA400                            |                          |
| Telewizja interaktywna              | NDS MediaHighway Advanced (Pilottime)    |                          |
| Telewizja interaktywna              | Mood Box                                 |                          |
| cyfrowe ramki na zdjęcia            | Sony VGF-CP1                             | w fazie wdrażania        |

## Wspierane standardy
Opera była jedną z pierwszych przeglądarek internetowych wspierających kaskadowe arkusze stylów (CSS). W wersji 9.0 jako jedna z pierwszych, Opera przeszła test ACID2, sprawdzający zgodność przeglądarki ze standardami internetowymi wyznaczonymi przez W3C.
Standardy aktualnie wspierane przez Operę:

- HTML i XHTML:
  - HTML 4.01,
  - XHTML 1.0,
  - XHTML 1.1,
  - HTML 5 w wersji roboczej,
  - Web Forms 2.0,
  - XHTML Basic,
  - OMA XHTML Mobile Profile,
  - XHTML+Voice (X+V),
  - WML 1.3 i 2.0;
- XML:
  - XSLT, XPath, XSL-FO,
  - XML ID,
  - XML namespaces,
  - XML Events,
  - XML SVG,
  - XML+CSS;
- MathML;
- CSS:
  - CSS 1,
  - CSS 2,
  - CSS 2.1,
  - CSS 3 (stopniowo wprowadzane),
  - CSS Mobile profile,
  - WAP CSS;
- WAI-ARIA;
- Widgets 1.0 (zgłoszone przez Opera Software i rozpatrywane przez W3C);
- ECMAScript:
  - ECMA-262 2 oraz 3,
  - ECMAScript 3.x oraz 4 (opracowywane);
- DOM:
  - DOM 2 Core,
  - DOM 2 HTML,
  - DOM 2 Events,
  - DOM 2 Style,
  - DOM 2 Range,
  - DOM 2 Traversal,
  - DOM 3 Element Traversal (w opracowaniu),
  - DOM 3 Load and Save,
  - DOM 3 XPath,
  - DOM SVG,
  - <canvas>(w opracowaniu);
- Unicode;
- Formaty graficzne:
  - GIF89a,
  - JPEG,
  - BMP,
  - ICO,
  - WBMP,
  - PNG (włączając w to wsparcie dla kanałów alpha i korekcji gamma),
  - APNG (animowane PNG),
  - SVG
  - WebP

## Wersje językowe i wsparcie techniczne
Dostępne są następujące wersje językowe Opery 12.x: angielska (UK, US), białoruska, bułgarska, chińska (uproszczona i tradycyjna), czeska, chorwacka, duńska, estońska, fińska, francuska (tradycyjna, kanadyjska), fryzyjska, grecka, gruzińska, hindi, hiszpańska (tradycyjna, latynoamerykańska), indonezyjska, japońska, koreańska, litewska, macedońska, niderlandzka, niemiecka, norweska (nynorsk, bokmål), polska, portugalska (tradycyjna, brazylijska), rosyjska, rumuńska, serbska, słowacka, szwedzka, tamilska, telugu, turecka, ukraińska, węgierska, włoska i szkocka.
Zarówno treść licencji użytkownika końcowego (EULA) dotycząca Opery 12.x, jak i polityka prywatności Opera Software ASA dostępne są jedynie w języku angielskim.

### Wsparcie techniczne
Opera Software ASA udostępnia pomoc i dokumentację techniczną. Można tam zgłaszać błędy, znaleźć wspomnianą pomoc i dokumentację oraz nowości w poszczególnych produktach Opery dla poszczególnych systemów operacyjnych.

## Opera a inne firmy
W październiku 2001 roku krótko po premierze Internet Explorera 6 i Windows XP, wchodząc spod Opery na stronę MSN nie pojawiały się treści: strony zostały zmienione i wysyłały inny kod różnym przeglądarkom. Microsoft tłumaczył to faktem iż przeglądarki inne niż Netscape 6 i IE 6 nie obsługują XHTML. Opera zareagowała na to informacją prasową w technologii XHTML, której nie można było wyświetlić używając IE 6 z powodu braku poprawnej obsługi XHTML (w Operze informacja była czytelna)
.
W lutym 2003 pracownik Opera Software zauważył, że MSN wysyła inne style użytkownikom Opery i Internet Explorera. Najpopularniejsze przeglądarki Internet Explorer i Netscape otrzymywały style zrobione specjalnie dla nich. Opera otrzymywała stary plik stylów działający tylko z błędną wersją Netscape’a. Poprawna obsługa stylów w Operze powodowała złe wyświetlanie strony.
Kod, na który zrzucono winę, to „poprawka” do starego błędu w Netscapie.
ul {list-style-position: outside; margin: -2px 0px 0px -30px;}
Testy wykazały, iż Opera otrzymuje błędny kod jedynie przy włączonej opcji „Identyfikuj jako Opera”. W każdym innym przypadku (np. użycie słowa oprah zamiast opera) MSN wysyłał właściwy plik stylów. Według autorów Opery było to zrobione celowo. Microsoft poprawił strony i zrzucił winę na błąd przy programowaniu serwisu. Informacja dostała się do prasy, została stworzona specjalna wersja Opery pod nazwą „Bork” która „tłumaczyła” stronę www.msn.com na język szwedzkiego kucharza z Muppet Show.
Opera w wersji na silniku Presto miała także problemy z poprawnym i w pełni funkcjonalnym wyświetlaniem stron Google. Od czerwca 2010 r, Opera nie wyświetlała wybieralnego tła na stronie głównej wyszukiwarki. Podobnie jak w czasie konfliktu z Microsoftem wystarczała zmiana identyfikacji przeglądarki, analogicznie miało to się z innymi usługami Google. Po przejściu na silnik Blink problemy te stały się nieaktualne.